# تیفانی کلارک
تیفانی کلارک (انگلیسی: Tiffany Clark؛ زاده ۱۸ مارس ۱۹۶۱) یک بازیگر پورنوگرافی اهل ایالات متحده آمریکا است.